# St Pinnock
 (septembre 2023).
St Pinnock est une paroisse civile des Cornouailles, en Angleterre.